# 高从诜
高从诜（?—?），中國五代十國時代人物，南平武信王高季兴的儿子。文献王高从诲的弟弟。
929年1月28日，高季兴去世后，高从诲继位，948年，高从诲去世后，高从诲的儿子高保融继任，960年，高保融去世，高保融的弟弟高保勖继任。高保融的儿子高继冲在位时，高从诜官为牙将。荆南归附宋朝后，宋太祖以高从诜为北宋的右衙率府率。